# Episodi di Zoids (terza stagione)
Questa è una lista degli episodi della terza stagione della serie anime Zoids, andata in onda in Giappone dal 6 gennaio al 30 giugno 2001. In Italia venne trasmessa dal 12 maggio al 16 giugno 2009 su Hiro.

## Lista episodi
| Nº | Titolo italiano Giapponese 「Kanji」 - Rōmaji                                                                             | In onda          | In onda        |
| Nº | Titolo italiano Giapponese 「Kanji」 - Rōmaji                                                                             | Giapponese       | Italiano       |
| 68 | L'inizio della battaglia 「戦闘開始! -ライガーゼロ ゴー･ファイト!-」 - Sentou Kaishi! Liger ZERO                          | 6 gennaio 2001   | 12 maggio 2009 |
| 69 | Una vittoria per due 「二人の勝利 -紅き閃光ナオミ･フリューゲル-」 - Futari no Shori - Akaki Senkou Naomi FLUEGEL          | 13 gennaio 2001  | 13 maggio 2009 |
| 70 | Il principe innamorato 「王者登場 -ハリー･チャンプ-」 - Ouja Toujou - Harry CHAMP                                         | 20 gennaio 2001  | 14 maggio 2009 |
| 71 | Un incontro non ufficiale 「闇バトル! -謎のバックドラフト団-」 - Yami BATTLE - Nazo no BACKDRAFT-dan                      | 27 gennaio 2001  | 15 maggio 2009 |
| 72 | Confronto ad alta velocità 「高速対決! -ゼロイエーガー-」 - Kosoku Taiketsu - ZERO JAGER                                  | 3 febbraio 2001  | 18 maggio 2009 |
| 73 | Elephander, il gigante oscuro 「闇の巨象 -強敵 エレファンダー-」 - Yami no Kyozou - Kyoteki ELEPHANDER                    | 10 febbraio 2001 | 19 maggio 2009 |
| 74 | La gang del deserto 「激走の荒野 -ホバーカーゴ危機百発!-」 - Gekisou no Koya - Hover Cargo Kiki hyappatsu                 | 17 febbraio 2001 | 20 maggio 2009 |
| 75 | L'invasione dei feroci Tiger 「猛虎襲来! -換装!!ゼロシュナイダー-」 - Mouko Shurai! Kansou! ZERO SCHNEIDER                | 24 febbraio 2001 | 21 maggio 2009 |
| 76 | Arriva Mary Champ 「女帝登場 -マリー･チャンプ-」 - Jotei Toujou - Mary CHAMP                                              | 3 marzo 2001     | 22 maggio 2009 |
| 77 | Assalto agli Warshark 「砂漠の牙 -ウオディック強襲!!-」 - Sabaku no Kiba - WARDICK Kyoshu                                 | 10 marzo 2001    | 25 maggio 2009 |
| 78 | La rivincita di Jack Cisco 「三つの旋風 -再戦!ライトニングサイクス-」 - Mittsu no Senpu - Saisen LIGHTNING SAIX           | 17 marzo 2001    | 26 maggio 2009 |
| 79 | Il furto dei Liger Zero 「ゼロ強奪 -ファイヤーデスバトル-」 - ZERO Godatsu! - Fire Death Battle                           | 24 marzo 2001    | 27 maggio 2009 |
| 80 | L'aquila selvaggia 「荒鷲の勇者 -レイノス VS ザバット-」 - Arawashi no Yusha - REYNOS tai ZABAT                           | 31 marzo 2001    | 28 maggio 2009 |
| 81 | Leggende metropolitane 「リノン絶叫 -敵は13日のノコギリ魔!?-」 - Rinon Zekkyou - Jusan-nichi no Nokogiri-ma               | 7 aprile 2001    | 29 maggio 2009 |
| 82 | Il ritorno di Leon 「ラオン再び -反重力カタストロフィ-」 - Laon Futatabi - Han-juryoku Catastrophe                        | 14 aprile 2001   | 1º giugno 2009 |
| 83 | Leon e la cometa rossa 「赤き好敵手 -レオン･トロス帰還-」 - Akaki Kotekishu - Leon TOROS Kikan                            | 21 aprile 2001   | 2 giugno 2009  |
| 84 | Tutti in vacanza! 「戦士の休息 -二つのストームソーダー-」 - Senshi no Kyushoku - Futatsu no STORM SWORDER                 | 28 aprile 2001   | 3 giugno 2009  |
| 85 | Benjamin innamorato 「恋する戦場（バトルフィールド） -愛しのジャッジマンさま-」 - Koisuru Senjo - Itoshi no Judgeman-sama | 5 maggio 2001    | 4 giugno 2009  |
| 86 | La terza trasformazione 「第三の換装 -ゼロパンツァー始動!!-」 - Dai-san no Kansou - ZERO PANZER Shido!                    | 12 maggio 2001   | 5 giugno 2009  |
| 87 | Il tradimento di Brad 「フォックス -裏切りのバラッド-」 - FOX - Uragiri no Ballad                                         | 19 maggio 2001   | 8 giugno 2009  |
| 88 | Laon e la trappola per Toros 「王者の災難 -ラオン博士の華麗なる罠-」 - Ouja no Sainan - Laon Hakase no Kareinaru Wana     | 26 maggio 2001   | 9 giugno 2009  |
| 89 | Il drago sotto il mare 「海に潜む竜 -アルティメットXを探せ!-」 - Umi ni Hisomu Ryu - Ultimate X wo Sagase!                | 2 giugno 2001    | 10 giugno 2009 |
| 90 | Il drago si risveglia 「目覚める竜 -バーサークフューラー参戦-」 - Mezameru Ryu - Beserk Fuhrur Sansen                     | 9 giugno 2001    | 11 giugno 2009 |
| 91 | Il torneo degli eroi 「勇者の祭典 -開幕!ロイヤルカップ-」 - Yusha no Saiten - Kaimaku! ROYAL CUP                          | 16 giugno 2001   | 12 giugno 2009 |
| 92 | Il mistero dell'Ultimate X 「サバイバル -アルティメットXの謎-」 - SURVIVAL - Ultimate X no Nazo                           | 23 giugno 2001   | 15 giugno 2009 |
| 93 | Il miracolo del Liger Zero 「ゼロの軌跡 -風と雲と冒険と…-」 - ZERO no Kiseki - Kaze to Kumo to Boken to...                | 30 giugno 2001   | 16 giugno 2009 |